# Claudio Bressanin
Claudio Bressanin (Campagna Lupia, 3 febbraio 1914 – Takrouna, 20 aprile 1943) è stato un militare italiano.

## Biografia
Nell'aprile 1935 fu arruolato nel 71º reggimento fanteria per prendere parte alla guerra d'Etiopia nel 71° Fanteria della Brigata Puglie; fu poi congedato nel settembre 1936 col grado di caporal maggiore.
Trasferitosi con la famiglia in Cirenaica per lavorare in un podere del Villaggio Filzi, dopo l'entrata dell'Italia nella seconda guerra mondiale venne richiamato alle armi e, con il grado di sergente, fu assegnato prima al 4° battaglione complementi libici e poi al 34° battaglione libico, che conquistò Sidi el Barrani nel settembre 1940. 
Venne catturato durante la prima offensiva inglese, ma riuscì a sfuggire alla prigionia; cosicché dal centro di mobilitazione di Barce fu destinato alla difesa costiera di Bengasi ed, infine, al centro di reclutamento e mobilitazione di Homs. Dopo la battaglia di El Alamein, nel gennaio 1943 fu inquadrato nel I battaglione del 66º Reggimento di fanteria della Divisione Trieste, partecipando infine alla battaglia di Takrouna (Tunisia), dove compì atti di straordinario valore, ma venne poi colpito all'addome da una raffica di mitra: mentre veniva soccorso a terra dal cappellano militare che gli impartisce l'estrema unzione, fu nuovamente colpito; sentendo ormai prossimo a morire disse "Ho fatto tutto il mio dovere. Per me è finita. Salvate l'Italia." Negli ultimi istanti di vita riuscì a raccogliere con la punta della matita il sangue che gli colava dall'addome e a scrivere su un pezzo di carta la frase "W l'Italia. W il Re." Per questo episodio venne insignito della Medaglia d'oro al valor militare.

## Ricordo
Il Comune di Campagna Lupia gli ha dedicato un via.